# Târgșoru Vechi
Târgșoru Vechi es una comuna ubicada en el distrito de Prahova, Rumania.

## Superficie
Posee una superficie de 48,46 kilómetros cuadrados.

## Demografía
Hasta 2021 la población era de 10 434 habitantes, con una densidad de población de 215,3 habitantes por kilómetro cuadrado.